# Bistriški vintgar

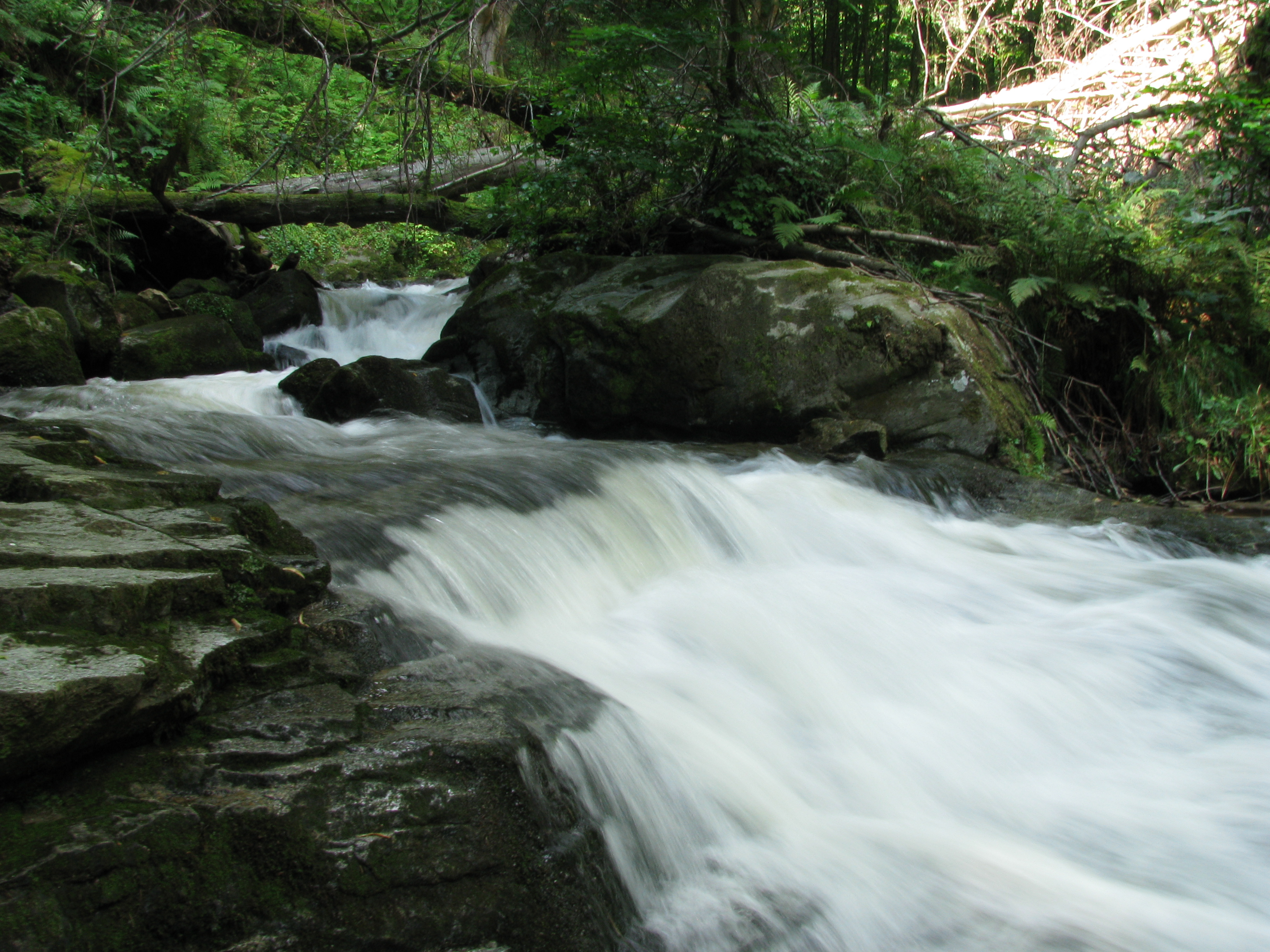
Bistrica

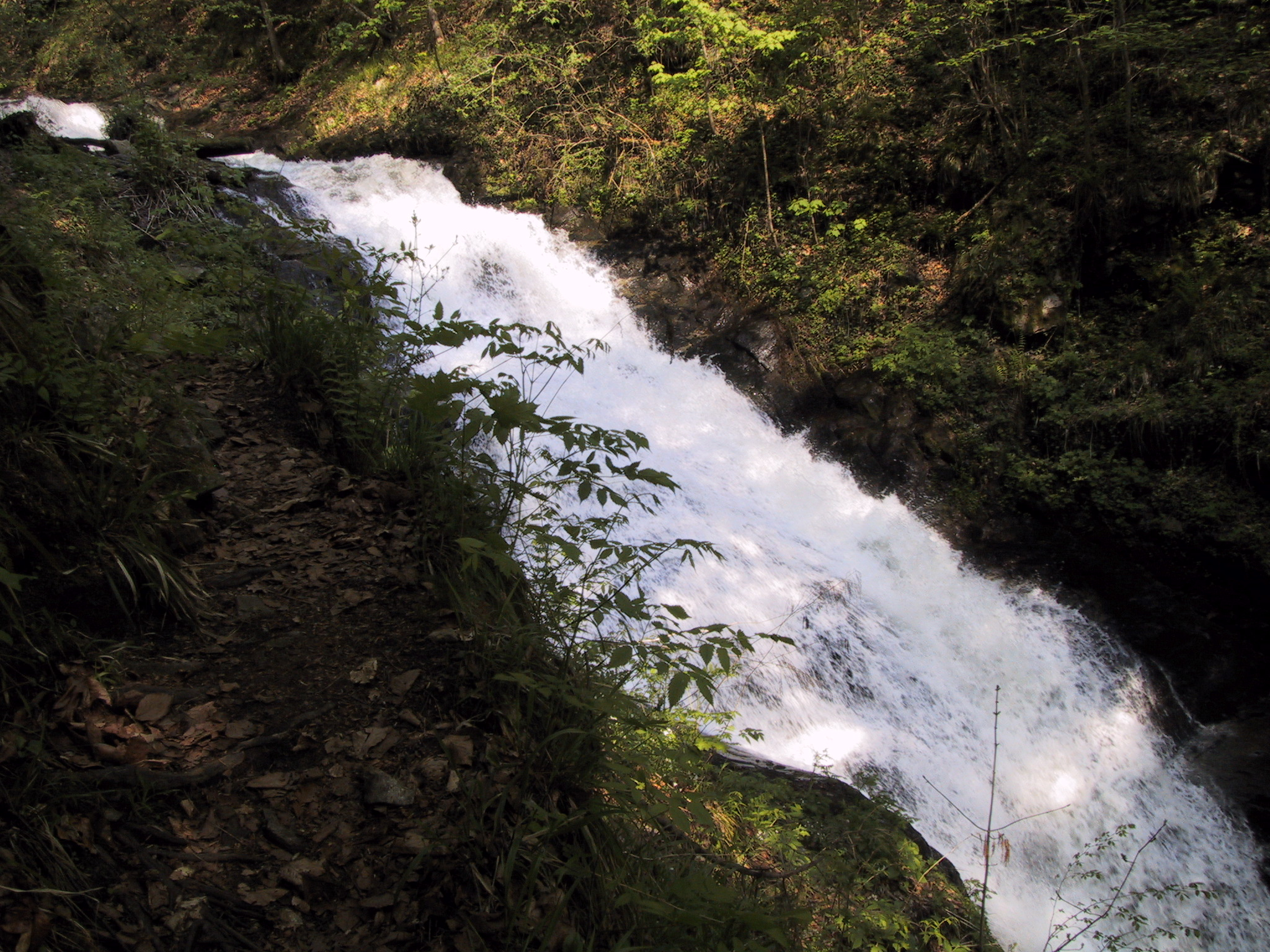
Wasserfall Bistriški Šum

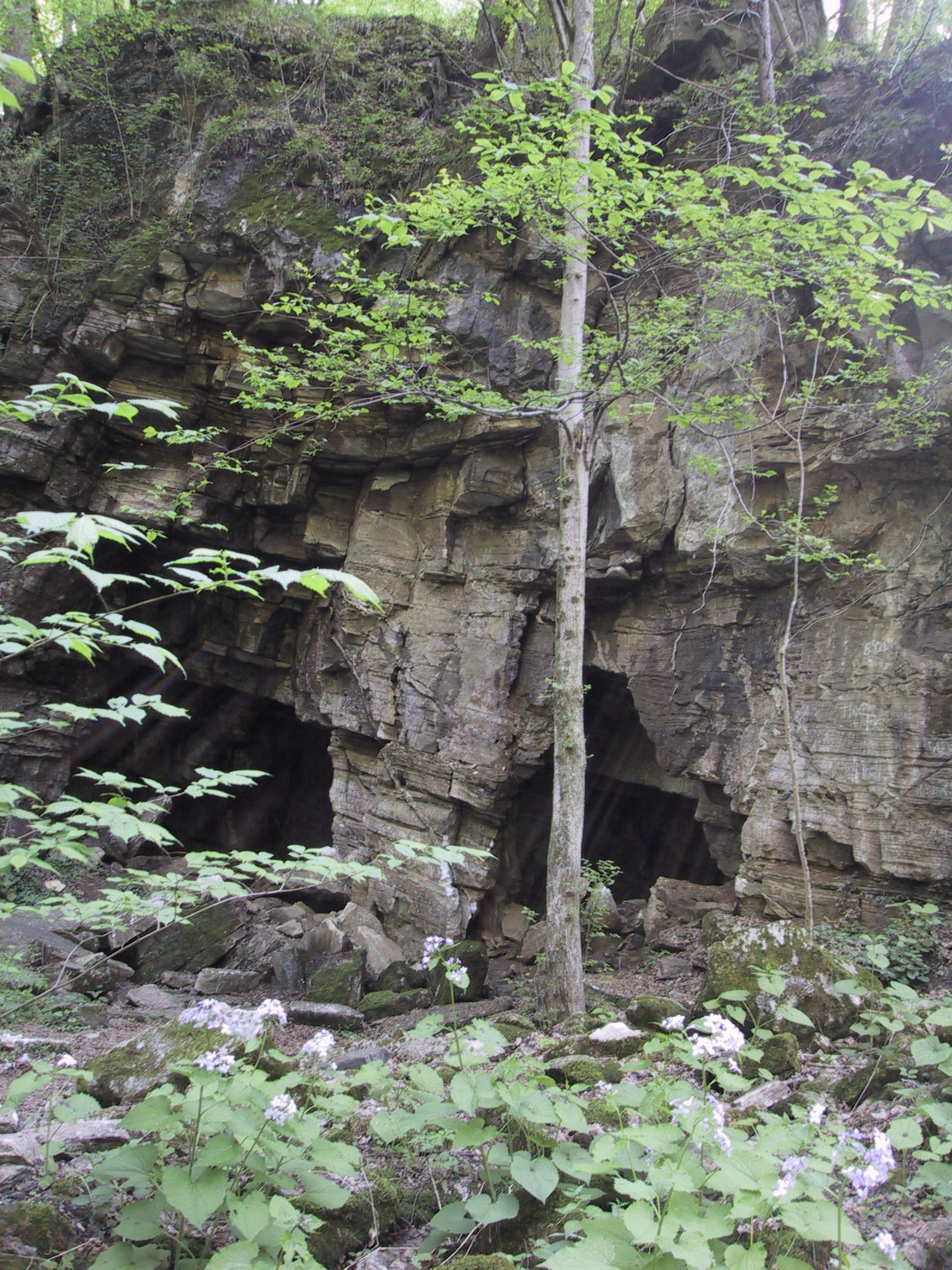
Rimski kamnolom (Römersteinbruch)

Die Bistriški vintgar ist eine Klamm im Pohorje nordwestlich von Slovenska Bistrica in Slowenien.

## Name
Ihren Namen hat die Klamm einerseits von der Bistrica (deutsch Feistritz), die sie durchfließt, und andererseits von der Vintgarklamm bei Bled.

## Geologie
Der Bach Bistrica durchquert auf seinem Weg sehr unterschiedliche geologische Schichten im Pohorje-Gebiege. Die Quelle ist Tonalit, in der Schlucht gibt es Gneise und Blestniks, später durchquert sie Schichten aus Pohorje-Marmor und am Ende der Schlucht Amphibolitschichten. In Zgornja Bistrica gibt es ein Band aus Serpentinit, Aplit und Eklogit. Die Vielfalt der Felsen macht die Schlucht interessant, da das Wasser durch viele Stromschnellen und einige Wasserfälle erzeugt, von denen die größten der Bistriški Šum und der Žlep sind.

## Biologie
Die Klamm ist überaus artenreich und naturbelassen. In ihr leben Hirsche, Kaninchen, Füchse, Marder, Frettchen, Wühlmäuse, Eichhörnchen, Mäuse, Spitzmäuse und andere Kleinsäuger. Da die Umgebung feucht ist, gibt es zahlreiche Frösche und Kröten. Zu den Vögeln zählen Auerhühner, Wachteln, Kuckucke, Weihen, Haubentaucher und andere.

## Sehenswürdigkeiten
Zu den Sehenswürdigkeiten in der Bistriški vintgar zählen:
- Römischer Steinbruch
- Wasserfall Bistriški Šum, 13 Meter Fallhöhe
- Wasserfall Žlep
- Marolt-Tanne (Naturdenkmal), ehemals umfangstärkste Tanne Sloweniens, seit 2010 umgestürzt
- Ančnikovo gradišče, archäologische Stätte oberhalb der Klamm mit spätantiker und frühmittelalterlicher Festung

## Erschließung
Von der Ortschaft Zgornja Bistrica führt ein durchgehend markierter Weg auf abwechslungsreichem Pfad durch die 7 Kilometer lange Klamm nach Močnik. Von dort führt die Route nach Trije Kralje oder Areh weiter.